# Янку, Габриэл
Габриэл Янку (рум. Gabriel Cristian Iancu; род. 15 апреля 1994, Бухарест) — румынский футболист, нападающий.

## Карьера
В чемпионате Румынии сезона 2011/12 годов сыграл за клуб «Вииторул» Констанца 30 игр и забил 10 голов. Затем сыграл два сезона за клуб «Стяуа» Бухарест (54 игры, 8 голов). Сезон 2015/16 годов провёл в клубе «Карабюкспор» Карабюк, в четырёх матчах за который отметился одним голом. Затем провёл по одному сезону в клубах «Вииторул», «Брук-Бет Термалица» Нецеча, «Волунтари» и «Дунэря» Кэлэраши. В 2019—2021 годах снова играл за «Вииторул». В сезоне 2019/20 годов забил 18 голов и стал лучшим бомбардиром чемпионата. Янку сыграл четыре матча за сборную команду Румынии, в которых не сумел отличиться.
13 января 2021 года стало известно, что Янку подписал контракт на 3,5 года с российским «Ахматом».
В 2022 году вернулся в Румынию, сначала в аренду в «Фарул», после этого был в аренде в «Университатя Крайова 1948». В феврале 2023 года отправился в аренду в «Германштадт», а в июне заключил с клубом двухлетний контракт.

### Карьера в сборной
Габриэл выступал за сборные Румынии различных возрастов. Дебютировал за основную сборную Румынии 7 сентября 2020 в матче Лиги Наций против сборной Австрии.